# 安德魯·德羅茲·巴勒莫
安德魯·德羅茲·巴勒莫（英語：Andrew Droz Palermo）是一名美國電影攝影師、導演和編劇。他因拍攝《你是下一個》（2011年）、《女教師》（2013年）、《鬼魅浮生》（2017年）和《綠衣騎士》（2021年），以及執導《我在密蘇里，我正青春》（2014年）和《一和二》（2015年）而知名。

## 早期生活
巴勒莫出生於密蘇里州哥倫比亞，在密蘇里州長大。

## 職業生涯
巴勒莫經常與導演大衛·羅利合作，在他的電影《鬼魅浮生》、《綠衣騎士》和電視劇《神秘天使》中擔任攝影師。他還與漢娜·費德爾合作，擔任其電影《The Gathering Squall》、《Man & Gun》、《女教師》、《我們的六年》和《漫長的沉默之路》的攝影師。他還擔任《你是下一個》和《索命影帶》的攝影師（也是「影帶56」中菲爾特·達格一角的演員），這兩部電影都是由亞當·溫高德所執導。
2014年，巴勒莫與他的表妹特蕾西·德羅茲·特拉戈斯（Tracy Droz Tragos）合作執導的紀錄片《我在密蘇里，我正青春》獲得2014年日舞影展的紀錄片大評委獎。巴勒莫還執導了由琪蘭·席普卡和提摩西·夏勒梅主演的《一和二》，並在2015年柏林國際電影節上進行全球首映。

## 影視作品

### 電影
| 年份 | 標題               | 導演                         | 備註         |
| ---- | ------------------ | ---------------------------- | ------------ |
| 2011 | 《你是下一個》     | 亞當·溫高德                  |              |
| 2013 | 《女教師》         | 漢娜·費德爾                  |              |
| 2015 | 《我們的六年》     | 漢娜·費德爾                  |              |
| 2017 | 《鬼魅浮生》       | 大衛·羅利                    |              |
| 2018 | 《漫長的沉默之路》 | 漢娜·費德爾                  |              |
| 2019 | 《狼孩的真實冒險》 | 馬丁·克雷奇（Martin Krejčí） |              |
| 2021 | 《綠衣騎士》       | 大衛·羅利                    |              |
| 2025 | 《雷霆特攻隊*》    | 傑克·史崔爾                  |              |
| TBA  | 《Mother Mary》    | 大衛·羅利                    | 與楊麗娜合作 |

### 電視
| 年份 | 標題         | 導演                                                                         | 備註                         |
| ---- | ------------ | ---------------------------------------------------------------------------- | ---------------------------- |
| 2015 | 《獨立鏡頭》 | 他自己 崔西·卓斯·崔格斯                                                      |                              |
| 2018 | 《神秘天使》 | 大衛·羅利 尼爾森·麥克寇梅克 班·懷特利 史黛芙·葛林 凱特·丹尼斯（Kate Dennis） | 6集                          |
| 2022 | 《月光騎士》 | 賈斯汀·班森 亞倫·穆赫德                                                      | 集數：「召喚戰服」、「陵墓」 |

## 外部連結
- 安德魯·德羅茲·巴勒莫在互联网电影资料库（IMDb）上的資料（英文）